# Franz Bilik
Franz „Franzi“ Bilik (* 23. November 1937 in Wien; † 13. November 1983 ebenda) war ein österreichischer Musiker (Gesang, Geige, Gitarre, Akkordeon) und Liedermacher, der einer der Begründer des Austropop war.

## Leben und Wirken
Bilik erhielt zehn Jahre Geigen-Unterricht und spielte im Orchester der Jeunesse musicale, mit dem er auch Konzertreisen unternahm. Er machte zunächst eine Ausbildung zum Schriftsetzer, bevor er auf der Abendschule die Matura machte. Im Hot Club de Vienne trug er Ende der 1950er Jahre zunehmend Lieder mit eigenen Texten im Wiener Dialekt zu Jazzstandards vor. 1960 war er eines der Gründungsmitglieder der Barrelhouse Jazzband Vienna, in der er mit seiner Geige zunächst die Klarinettenstimme ersetzte; später war er Gitarrist der Gruppe. Seit 1968 gehörte er zu den Organisatoren des Wiener Golden Gate Club, aus dem der Folk-Club Atlantis entstand, in dem sich die österreichischen Protestsänger sammelten. Auch mit der Worried Men Skiffle Group arbeitete er zusammen, die 1970 für ihre erste Platte (The Damn Best Dance Band In Town) drei seiner Dialektgedichte vertonten. Nachdem die wohl erste österreichische Dialekt-Rock-Band One Family den Wettbewerb Talente 70 gewonnen hatte, veröffentlichte sie 1970 die Single Mit’n Schmäh und Haberer sowie im folgenden Jahr auf einer Single Biliks Dialektgedicht Ballawatschata, hinicha, hatschata Schmarrn, wobei auch Gerhard Bronner mitwirkte.
Franz Biliks einzige LP erschien, von Johnny Parth produziert, 1972: Pfui Teufel, mir graust… Franz Bilik & seine Brogressivschrammeln; auf dem Album sang er eigene Texte und spielte Gitarre, begleitet von einer Jazzcombo. Die Texte waren sozialkritisch, skurril, oft mit schwarzem Humor.
Nachdem Gerhard Breyer und Franz Berger 1971 das Duo Music and Words gegründet hatten, gesellte sich Franz Bilik hinzu, sodass eine Umbenennung in Makabarett erfolgte. Weitere Mitglieder kamen hinzu. Das Makabarett wurde im Theater am Belvedere, einem Kellertheater im vierten Wiener Gemeindebezirk, sesshaft. Am 2. Februar 1975 fand die Uraufführung ihres dritten Programms statt, Janus Tuntigams Glück und Ende oder Die Zwitter in Österreich, verfasst von Berger, Bilik und Breyer. 1976 verließ Bilik die Truppe. 1983 fungierte er als Conférencier bei Liveauftritten von Drahdiwaberl.
Bilik wird porträtiert in dem Dokumentarfilm Weltrevolution (2008) von Klaus Hundsbichler über die Band Drahdiwaberl.

### Privat
Nach Tätigkeit als Lektor (ab 1963) arbeitete Bilik ab 1970 als Bibliothekar der Städtischen Bücherei Alsergrund (Wien IX). 1971 heiratete er und hatte zwei Kinder. Beim Klettern mit seinem Sohn verunglückte Bilik am 2. Oktober 1983 auf der Hohen Wand und starb am 13. November; am 24. November fand das Begräbnis statt.

### Bedeutung
Bilik gehört nach dem Oesterreichischen Musiklexikon zu den Begründern der sog. „Dialektwelle“ in der österreichischen Popularmusik, erzielte zunächst aber weder als Textdichter noch als Musiker eine größere Popularität.